# Abryna regispetri
Abryna regispetri — вид жуків з підродини Дебелякових. Поширений в Азії — Камбоджа, Китай, Лаос, Малайзія, М'янма та Таїланд. Кормовою рослиною личинок є Bambusa polymorpha.